# Pender
Pender és una població dels Estats Units a l'estat de Nebraska. Segons el cens del 2000 tenia 1.148 habitants.

## Demografia
Segons el cens del 2000, Pender tenia 1.148 habitants, 489 habitatges, i 310 famílies. La densitat de població era de 692,6 habitants per km².
Dels 489 habitatges en un 26,2% hi vivien nens de menys de 18 anys, en un 53,8% hi vivien parelles casades, en un 6,3% dones solteres, i en un 36,6% no eren unitats familiars. En el 35,2% dels habitatges hi vivien persones soles el 20,7% de les quals corresponia a persones de 65 anys o més que vivien soles. El nombre mitjà de persones vivint en cada habitatge era de 2,22 i el nombre mitjà de persones que vivien en cada família era de 2,84.
Per edats la població es repartia de la següent manera: un 21,5% tenia menys de 18 anys, un 7,1% entre 18 i 24, un 21,3% entre 25 i 44, un 20,5% de 45 a 60 i un 29,6% 65 anys o més.
L'edat mediana era de 45 anys. Per cada 100 dones de 18 o més anys hi havia 92,1 homes.
La renda mediana per habitatge era de 30.990 $ i la renda mediana per família de 38.333 $. Els homes tenien una renda mediana de 26.008 $ mentre que les dones 19.792 $. La renda per capita de la població era de 17.672 $. Aproximadament el 3,9% de les famílies i el 6,8% de la població estaven per davall del llindar de pobresa.

## Poblacions més properes
El següent diagrama mostra les poblacions més properes.